# 额穆镇
额穆镇（穆麟德轉寫：Omo；中国朝鲜语：／ Aekmok jin */?）是中华人民共和国吉林省延边朝鲜族自治州敦化市下辖的一个乡镇级行政单位。

## 行政区划
额穆镇下辖以下地区：
西北岔村、北大秧村、珠尔多河村、桦树林子村、十里堡村、中心村、民众村、河南村、新民村、五道沟村、靠山村、黎明村、新集村、大崴子村和额穆村。